# Teateråret 2008

## Priser och utmärkelser
- Nättidningen nummer.se utser regissören Farnaz Arbabis uppsättning av Måsen på Backa teater till årets bästa föreställning i Västsverige.

## Årets uppsättningar

### Oktober
- 25 oktober – Anton Tjechovs Måsen, i regi av Farnaz Arbabi, börjar spelas på Backa Teater i Göteborg [1].

### Okänt datum
- Den bergtagna (drama) på Strindbergs Intima Teater
- Katharsi på TurTeatern
- Ålderdomshemmet på Teater Halland
- Om Kärleken på Teater Halland
- Hedwig and the Angry Inch på Stockholms stadsteater
- Zorro på Uppsala Stadsteater
- Kotten & Lillmusen i Gunnebo sommarspel
- My Fair Lady – Oscarsteatern
- Bländverk – Teater Giljotin
- Jesus Christ Superstar – Malmö opera och musikteater
- Det är vi som är hemgiften på  NorrlandsOperan och Södra teatern

## Avlidna
- 2 april – Mona Seilitz, 65, svensk skådespelare.
- 4 april – Mago (egentligen Max Goldstein), 83, svensk-tysk kostymtecknare.
- 14 april – Gösta Folke, 94, svensk regissör och teaterchef.
- 22 juni – Klaus Michael Grüber, 67, tysk regissör och skådespelare.
- 4 juli – Agneta Prytz, 91, svensk skådespelare.

### Fotnoter
1. ↑  ”Backa Teater”. Arkiverad från originalet den 13 november 2018. https://web.archive.org/web/20181113030028/http://www.stadsteatern.goteborg.se/backa-teater/pa-scen/2000-2009/masen/. Läst 25 mars 2011.